# 공기역학

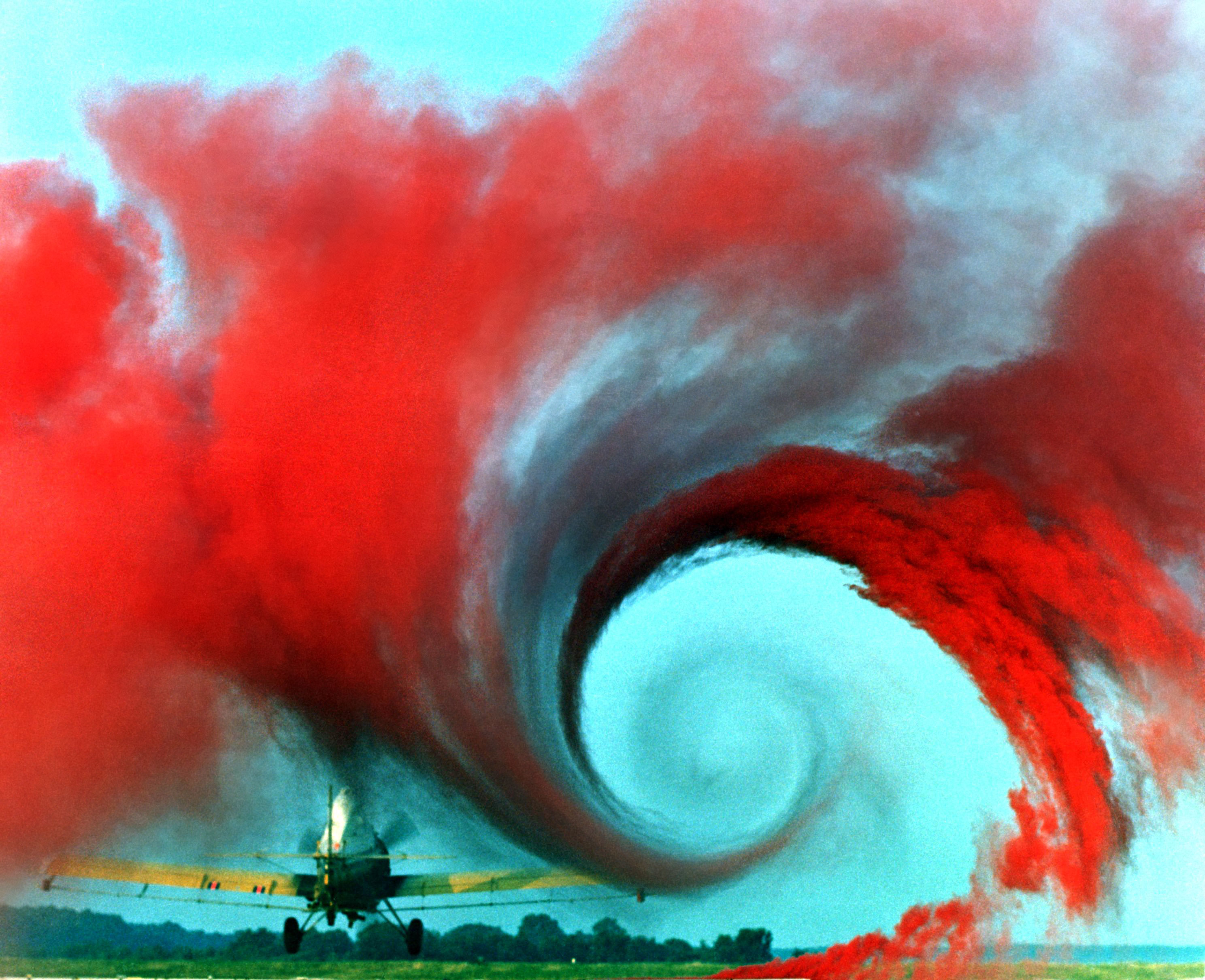
항공기 후미에 발생한 와류를 가시화한 사진

항공역학 또는 공기역학(空氣力學, aerodynamics)은 동역학의 한 분야로서 공기의 흐름을 다루며, 특히 움직이는 물체와 공기가 상호 작용할 때의 흐름을 다룬다. 공기역학은 유체 동역학 및 기체역학과 밀접한 관련이 있어, 공기역학의 이론 중 많은 부분을 이 학문들과 공유하고 있다. 공기역학과 기체역학은 동의어로 쓰이는 경우가 많은데, 기체역학은 공기 뿐 아니라 모든 기체에 적용된다는 차이가 있다.
물체 주위 공기의 흐름을 이해하면 그 물체에 작용하는 힘과 모멘트를 계산할 수 있다. 이러한 공기의 유동과 관련되는 성질로는 속도, 압력, 밀도, 온도 등이 있으며, 이 물리량들을 공간 및 시간의 함수로서 구하는 것이다. 유동장 주위에 제어 체적(control volume)을 정의하고 보존 법칙을 적용하여 이러한 물리량들을 계산하게 된다. 공기역학은 항공기에 대한 과학적 토대를 이루는 학문이며, 여기에는 수학적 해석, 실험적인 근사화 및 풍동 실험 등이 모두 사용된다.

## 분류
공기역학적 문제는 여러 가지 방법으로 분류할 수 있다.

#### 유동 환경을 기준으로 한 분류
외부 유동 (external flow)
공기역학은 여러 형상의 고체 물체 주위의 유동을 연구한다. 항공기의 양력 및 항력 계산, 로켓 노즈(nose)에 형성되는 충격파(shock wave) 계산, 컴퓨터 하드 디스크 헤드 위를 흐르는 공기 유동의 계산 등은 이러한 분야의 예이다.
내부 유동 (internal flow)
공기역학은 고체 물체 내에 형성된 유로에서 흐르는 유동을 연구한다. 제트엔진 내부의 공기 유동, 환기용 덕트 내의 유동 등은 여기에 해당한다.
.

#### 유동 속도를 기준으로 한 분류
유동의 속도와 음속의 비(=마하 수)를 사용하여 분류할 수도 있다.
- 아음속(subsonic) : 마하 수가 1.0보다 작은 경우
- 천음속(transonic) : 마하 수가 1.0 내외인 경우
- 초음속(supersonic) : 마하 수가 1.0보다 큰 경우
- 극초음속(hypersonic) : 초음속 중 1.0보다 훨씬 큰 경우

극초음속에 대해서는 학자마다 기준이 다른데, 극초음속이 되는 최소 마하 수로서 3 ~ 12까지의 다양한 값이 제시되지만, 대부분의 학자들은 5 ~ 8 정도를 사용한다.

#### 점성 효과를 기준으로 한 분류
어떤 유동에서는 점성(viscosity) 효과가 문제에 미치는 영향이 거의 없어서, 무시하여도 좋은 경우도 있다. 이러한 경우를 비점성 유동(invisid flow)이라고 한다. 점성 효과를 무시할 수 없는 경우를 점성 유동이라고 한다.

## 역사

#### 17세기 이전

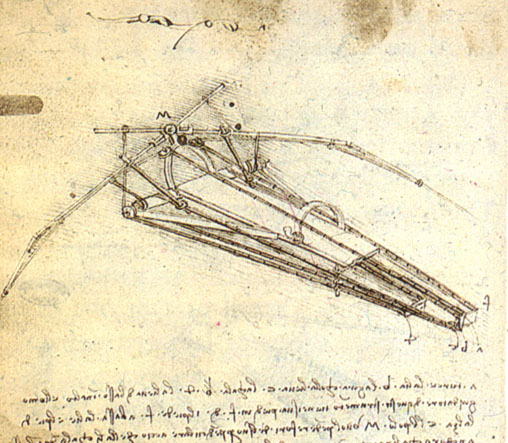
레오나르도 다 빈치의 나는 기계

비행에 대한 기록은 역사 시대 전반에 걸쳐 등장한다. 이 중 가장 유명한 것은 이카루스와 데달루스의 이야기일 것이다. 아리스토텔레스나 갈릴레오 갈릴레이와 같은 이들은 공기 저항(즉, 항력)과 같은 공기역학적 효과들을 관찰하기도 하였다.
그러나 17세기가 되어서야 비로소 비행의 본질을 이해하기 위한 지배 법칙을 연구하는 노력이 시작되었다.

#### 17세기
아이작 뉴턴은 공기 저항에 대한 이론을 만든 최초의 인물이며, 세계 최초의 공기역학자라 할 수 있다. 그는 자신의 이론에서 항력은 물체의 크기, 유체의 밀도 및 속도와 관계있다고 하였다. 이는 저속 유동에서는 모두 사실로 밝혀졌다.
뉴턴은 또한 유동 방향에 대해 기울어진 각도로 놓인 평판에서 항력을 계산하는 식을 다음과 같이 개발하였다.
{\displaystyle F=\rho SV^{2}\sin ^{2}(\theta )}
그러나 이 식은 전혀 맞지 않는 식이다(유속이 극초음속인 경우가 아니라면). 실제로 평판에서의 항력은 평판과 유동 방향이 이루는 각도에 비례한다.({\displaystyle F}는 항력, {\displaystyle V}는 유체의 속도, {\displaystyle \rho }는 유체의 밀도, {\displaystyle S}는 평판 판의 면적, {\displaystyle \theta }는 경사각이다.)

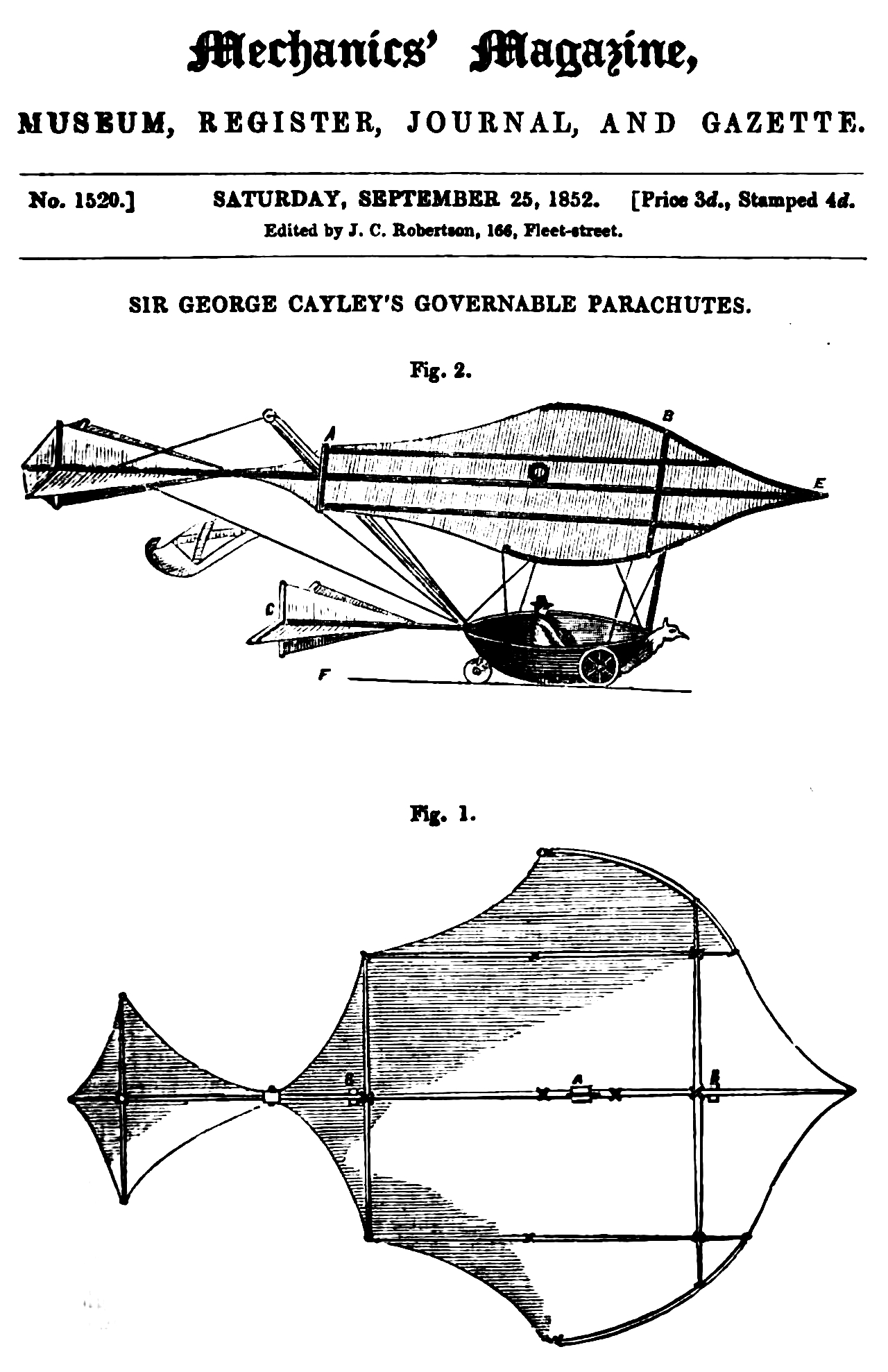
조지 케일리가 설계한 글라이더

조지 케일리는 양력(lift)과 항력(drag)이라는 두 개의 힘을 분리하여 생각한 최초의 인물이다. 그는 비행체가 평탄하게 비행하기 위해서는 비행체에 가해지는 항력에 맞서는 추력(thrust)이 있어야 한다고 생각하였다. 그는 또한 어떤 공기역학적 형상을 가져야 항력을 줄일 수 있는지에 대해서도 연구하였다.

#### 18, 19세기
위와 같은 실험적 발견으로 인해, 18세기 및 19세기에는 다양한 형상에 대한 공기 저항 실험이 이루어졌다. 항력 이론은 달랑베르, 키르히호프, 레일리 등에 의해 발전되었다. 마찰이 있는 유체 유동에 대한 방정식은 나비에 및 스토크스가 발전시켰다. 유체의 유동을 모사하기 위한 실험으로서, 물체를 흐르는 물에 담그거나 높은 건물에서 떨어뜨리는 실험도 행해졌다.알렉상드르 구스타브 에펠은 자신의 에펠탑 이용하여 평판 낙하 실험을 하기도 하였다.
물론, 더욱 정확하게 저항을 측정하기 위해서는 물체를 매우 균일한 공기 흐름 속에 놓아야 한다. 이런 식의 실험을 수행한 최초의 인물은 Wenham(잘못된 정보, 사람 이름이 아니라 지역 이름임)으로서, 그는 최초의 풍동(wind tunnel)을 만든 사람이다(1871년). 그는 항공공학을 위한 최초의 전문가 조직인 대영 왕립 항공학회의 회원이었다.
풍동 속에 놓인 물체는 대개 실제 크기보다 작게 마련이다. 따라서 이러한 축소 모형과 실제 크기 물체 사이의 관계를 아는 것이 필요하다. 이는 무차원 수(nondimensional number)인 레이놀즈 수(Reynolds number)를 개발한 레이놀즈가 밝혀내었다. 그는 또한 1883년에 층류(laminar flow)에서 난류(turbulent flow)로의 천이(transition)에 관한 실험도 수행하였다.
19세기 후반, 실제 항공기가 실현되기 전까지의 시기에 중요하게 여겨졌던 두 가지 문제가 있다. 그 하나는 항력이 작고 양력이 큰 공기역학적 형상의 날개를 만드는 일이었으며, 다른 하나는 비행을 유지하기 위해 필요한 동력을 어떻게 계산할 것인가 하는 문제였다. 바로 이 시기가 오늘날의 유체 동역학 및 공기역학의 기초를 다진 시기였으며, 더불어 과학적인 사고는 결여되었으나 열정만큼은 대단했던 많은 사람들이 다양한 비행 물체를 실험하여 수많은 실패를 낳았던 시기이기도 했다.

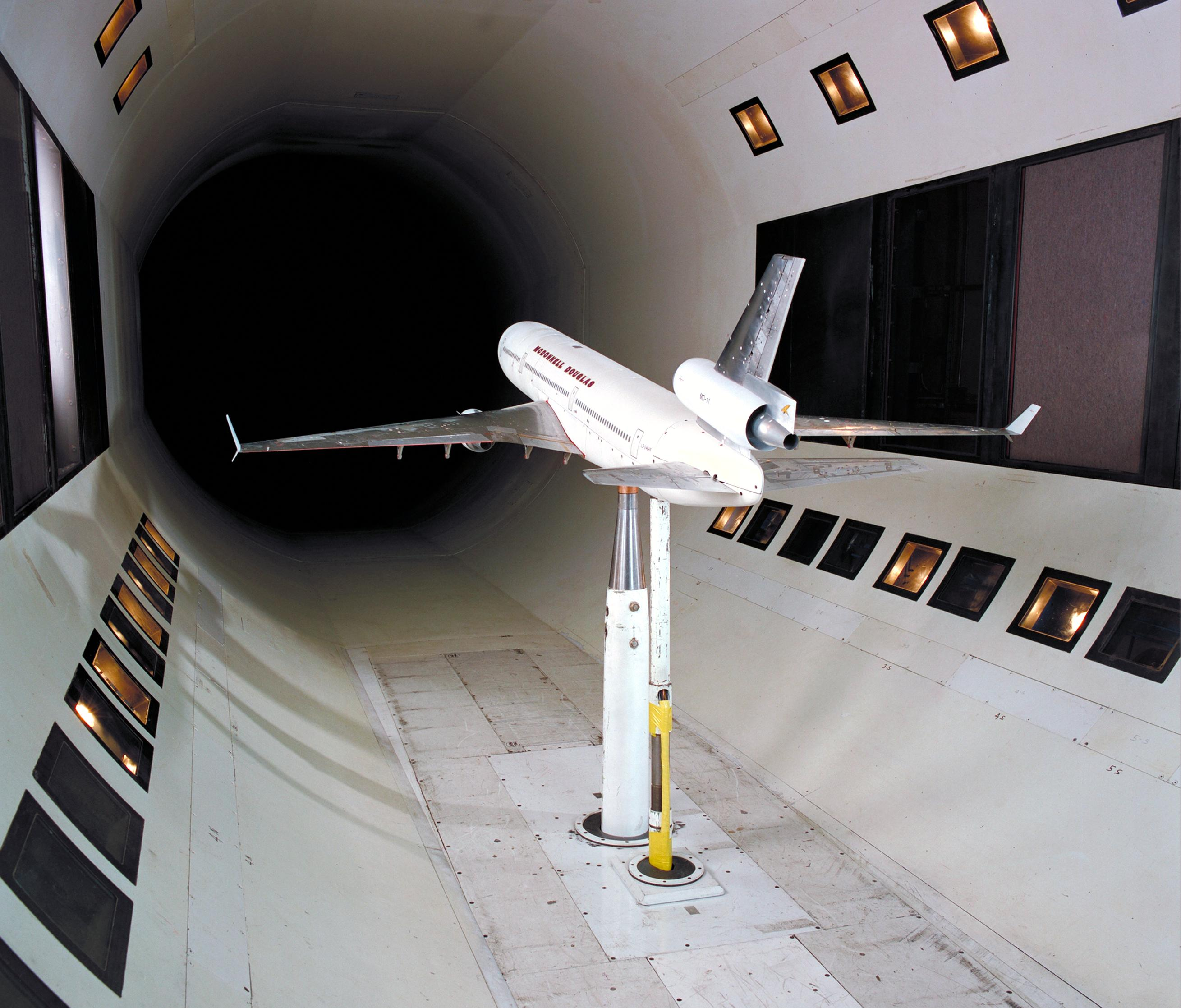
풍동 내부에 항공기 모형이 설치된 모습

1889년, 프랑스의 항공공학자 샤를 레나르는, 비행을 유지하기 위해 필요한 동력을 최초로 합리적으로 계산하는 업적을 이루었다. 그 헬름홀츠(독일의 물리학자)와 더불어 새의 날개에 가해지는 부하를 연구하여, 결론적으로 인간은 팔에 날개 같은 것을 붙이더라도 자신만의 힘으로는 날 수 없다고 결론을 내렸다.
릴리엔탈은 케일리의 업적을 좇아 글라이더로 비행하는 데 성공하였다. 그는 얇고 휘어진 에어포일(airfoil)이 높은 양력과 낮은 항력을 생산한다고 생각하였다.

#### 20세기
Chanute는 1893년까지 전 세계에서 행해진 모든 연구를 요약하는 책을 출판하여 공기역학 및 비행기에 관심이 있는 사람들에게 큰 도움을 주었다. 라이트 형제도 바로 이 책에 담긴 정보를 이용하였으며, Chanute 자신의 직접적인 도움도 받았다. 이를 바탕으로 라이트 형제는 1903년 12월 17일에 최초로 유인 비행기로 비행하는 인물이 되었다. 이들의 비행이 성공한 이후 비행사와 과학자 간의 협조가 더욱 조직적으로 이루어져, 비로소 현대 공기역학이 탄생하였다.
이 시기에 즈음하여 Lanchester, Kutta, Zhukovsky 등은 각각 유체 유동의 순환(circulation)과 양력과의 관계를 밝히는 이론을 주창하였다. Kutta와 Zhukovsky는 2차원 날개 이론을 개발하는 중이었다.

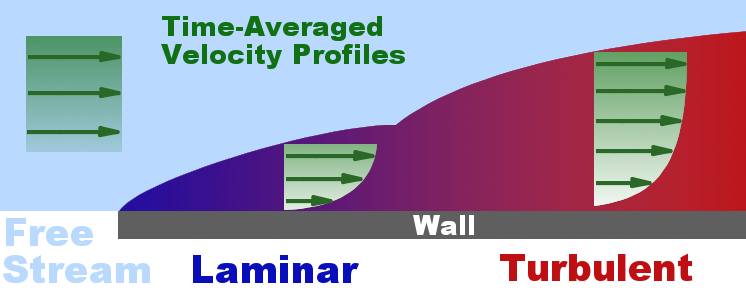
층류, 난류, 경계층의 개념

프란틀(Prandtl)은 Lanchester의 연구를 더욱 확장하여 thin-airfoil 이론과 lifting-line 이론을 수학적으로 연구하였다. 그는 또한 경계층(boundary layer)에 관한 연구도 수행하였다. 그는 괴팅겐 대학의 교수였으며, 그가 가르친 제자들 중에는 훗날 공기역학의 발전에 중요한 역학을 담당한 인물이 많다.

#### 초음속 공기역학의 등장
이후 비행기의 속도가 점차 빨라짐에 따라, 공기역학자들은 공기가 물체와 접촉하면 그 밀도가 바뀐다는 사실을 깨닫게 되었다. 이에 따라 유체 유동을 비압축성(incompressible) 영역과 압축성(compressible) 영역으로 나누게 되었다. 압축성 공기역학에서는 밀도와 압력 모두가 변화하며, 이 압축성 공기역학으로부터 소리의 속도(음속)를 계산 할 수 있게 된다.

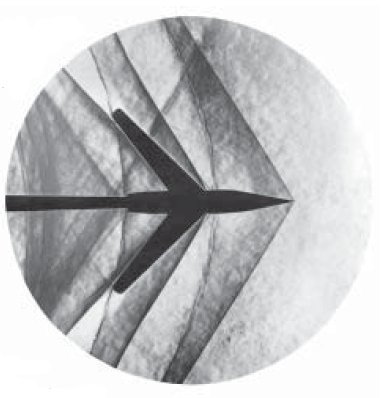
쉴리렌 촬영법으로 가시화 한 충격파

유동의 속도와 소리의 속도의 비를 마하 수(Mach number)라 한다. 이것은 초음속 유동의 성질을 연구한 최초의 인물 중 하나인 에른스트 마하의 이름을 딴 것이다. 그는 밀도의 변화를 가시화하는 데 쉴리렌 촬영법(Schlieren photography)을 사용하기도 했다.
Rankine과 Hugoniot는 각각 충격파(shock wave) 전후의 유동 성질에 대한 이론을 개발하였다. Ackeret은 초음속 에어포일에서 양력과 항력을 계산하는 것에 대한 초기 연구를 주도하였다. 칼만과 드라이덴은 마하 1에 가까운 유동의 속도를 일컫는 말로 천음속(transonic)이라는 용어를 도입하였다. 천음속에서는 항력이 급격하게 증가하는데, 이러한 이유 때문에 공기역학자들과 비행사들 사이에서는 유인 초음속 비행이 가능한지에 대한 논란이 있기도 하였다.
1935년 9월 30일, 로마에서는 고속 비행과 초음속 비행의 가능성이라는 주제를 두고 학회가 열렸다. 여기에는 칼만, 프란틀, Ackeret, Jacobs, Busemann, Taylor, Crocco, Pistolesi 등이 참가하였다. 여기에서 Ackeret은 초음속 풍동의 설계를 발표하였다. Busemann은 고속 비행을 위해서는 후퇴익(swept wing)을 장착한 비행기가 필요함을 발표하였다. NACA에서 일하고 있던 Jacobs는 아음속 중에서도 고속에 속하는 영역에서 최적화된 에어포일 형상을 제시하였으며, 제2차 세계 대전 중 고성능의 미국 비행기 중 몇몇은 이 덕을 본 것이다. 이 학회에서는 초음속 추진에 대해서도 논의되었다. 12년 뒤에 Bell의 X-1 비행기에 의해 음속의 장벽은 마침내 깨어졌으며, 이는 일정 부분 이러한 사람들의 공로라 할 수 있다.

#### 냉전 시대 이후

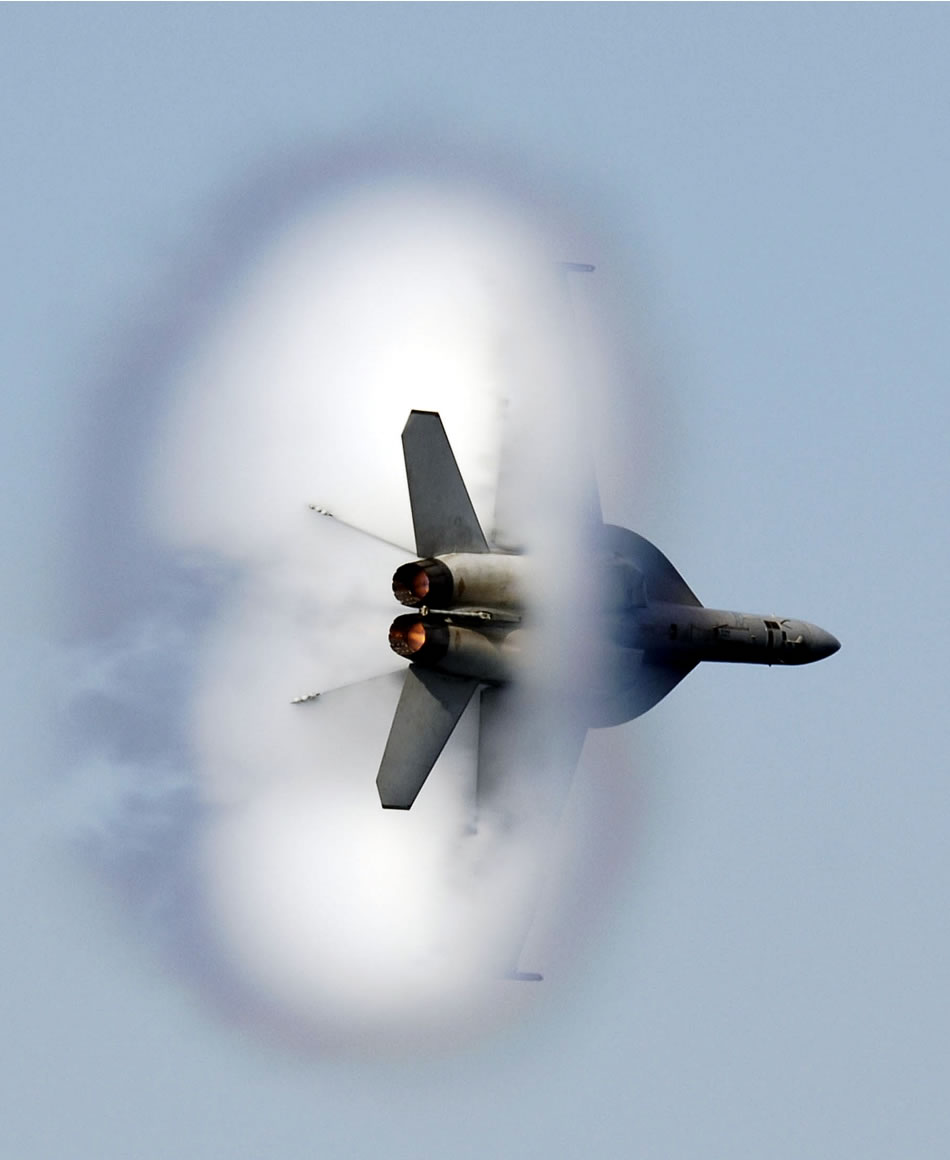
초음속으로 비행하는 F/A-18E/F 수퍼 호넷

음속 장벽이 깨어질 즈음에 이르러서는 아음속 혹은 초음속 중에서도 낮은 속도 영역에서의 공기역학 지식은 이미 성숙해 있었다. 냉전의 덕으로 고성능 항공기는 발전에 발전을 거듭하였다. 이 시기에 복잡한 형상의 물체 주변의 유동 성질 물제를 풀기 위한 방법으로서 전산유체역학(computational fluid dynamics)이 사용되기 시작하였다. 전산유체역학은 급속도로 발전하여 전체 항공기가 컴퓨터를 이용하여 설계되기에 이르렀다.
일부의 예외가 있기는 하지만, 극초음속(hypersonic) 공기역학은 1960년대에서 현재에 이르는 기간 사이에 성숙되었다. 이제 공기역학자들의 목표는 유체 유동을 이해하는 것에서 유체 유동과 적절히 상호작용하는 비행체를 만드는 것으로 옮겨졌다. 예를 들어, 극초음속 유동의 거동은 이미 밝혀졌지만, 극초음속으로 비행하기 위한 스크램젯(scramjet) 비행체의 제작은 극히 제한적인 성공을 거두었을 뿐이다. 극초음속 비행체의 성공적인 개발과 더불어, 현존하는 항공기 및 추진 시스템의 공기역학적 효율을 개선하는 것이 공기역학에서의 새로운 연구들을 자극하게 될 것이다.

## 기본 용어
- 양력
- 항력
- 레이놀즈 수
- 마하 수
- 경계층
- 난류

## 기본 개념
- 연속체 가정 : 유체 동역학의 연속체 가정 부분 참고
- 보존 법칙 : 유체 동역학의 보존 법칙 부분 참고

## 다른 분야에서의 공기역학
공기역학은 항공우주공학 뿐만 아니라 다른 여러 분야에서도 중요하게 사용된다. 공기역학은 자동차 등 모든 종류의 탈것을 설계하는 데에 중요한 요소가 된다. 또한 바다를 항해할 때 힘과 모멘트를 예측하는 데에도 중요하다. 하드 드라이브의 헤드와 같은 많은 부품들을 설계하는 데에도 사용한다.
구조공학에서 대형 건물이나 교각을 설계할 때에도 공기역학과 공탄성(aeroelasticity)을 사용하여 바람에 의한 하중을 계산한다. 도시 계획, 도시 설계에서도 도시 공기역학을 사용하면 실외 공간의 편의성을 개선시킬 수 있고, 도시 오염의 영향을 줄일 수 있다.
환경 공기역학은 대기의 순환을 연구한다. 내부 유로 공기역학은 난방 및 환기, 가스 배관, 자동차 엔진 등 세부적인 유동 패턴이 엔진의 성능에 큰 영향을 미치는 분야에서 중요하다.

## 같이 보기
- 기체역학
- 항공공학
- 유체역학
- 유체 동역학
- 전산유체역학